# John Yuyi
Chiang Yu-Yi (née en 1991), professionnellement connue sous le nom de John Yuyi, est une artiste visuelle taïwanaise. Sa pratique explore les aspects des réseaux sociaux, de la photographie et des publications sur Internet. Elle vit et travaille à Taipei et à New York . 

## Enfance et éducation
Chiang Yu-Yi est née à Taipei. Elle a étudié le design et la mode à l'Université Shih Chien. Depuis le début de sa carrière, elle est notamment connue pour ses travaux en ligne, sur des plateformes comme Facebook et Instagram Avant de travailler en tant qu'artiste, John Yuyi a travaillé comme stagiaire pour Jason Wu, rédacteur en chef adjoint d'un magazine de mode, et comme mannequin.

## Style

### Début de carrière
Dans un projet de collection de maillots de bain en 2014, John Yuyi relie son éducation au design de mode à la création de contenu graphique. Pour ce projet, elle choisit de ne pas se catégoriser uniquement dans les milieux de la mode ou de la photographie.

### Travail récent
Marie Claire Taiwan décrit son style comme étant une exagération de la mode. John Yuyi se concentre sur la culture millénaire et utilise Internet comme moyen d'augmenter sa présence en ligne. Son processus de création d'œuvres d'art est généralement assez simple. Dans certaines de ses œuvres, elle utilise des tatouages corporels temporaires sur sa peau, puis documente le résultat. John Yuyi décrit son style comme amusant, imprévisible et bizarre. Concernant la forte action performative dans ses projets, elle a dit qu'elle avait du mal à traduire ses pensées en mots. La plupart de ses projets lui permettent de "soulager [son] anxiété". Elle convient que les produits qu'elle vend vont au-delà du produit lui-même et qu'ils sont des symboles et des documentations de ses actions artistiques. 
Yuyi a été invitée pour la collaboration avec des marques internationales pour les créations de campagnes et publicités, des projets tels que Gucci, Nike, Maison Margiela, et Carven.

## Travail

### Skin on Skin, 2016
Skin on Skin est une photo où John Yuyi colle des tatouages temporaires d'autoportraits nus sur la peau d’abats de porc. John Yuyi a décrit le processus de création artistique comme "aléatoire… délicat et amusant", similaire à son expérience en réalisant une pièce antérieure Face Post, 2015.

### GUCCI meme, 2017
En mars 2017, Gucci et John Yuyi ont publié une série de photos de campagne collaborative sur Instagram où John Yuyi a utilisé ses tatouages temporaires en référence à l'appareil de la page Instagram de Gucci. L'écrivain Gucci Samantha Culp décrit la série de photos "élargie pour inclure des" likes ", des messages, des avatars et des logos, encrant notre chair même, même temporairement, avec les structures numériques que nous habitons et qui font désormais partie de nous." La collaboration a attiré l'attention d'Internet, et dans une interview avec la BBC concernant le projet, elle discute en outre des nuances d'être une artiste du monde post-Internet, et aussi de la façon dont la création artistique aide à soulager son anxiété et son trouble bipolaire.

### I Tree To Call You, 2018
I Tree To Call You est un travail d'installation spécifique au site avec des autocollants temporaires des conversations par SMS de John Yuyi appliqués sur les feuilles d'un arbre vivant. L'utilisation d'un arbre vivant dans un espace humain artificiel reflète l'expérience de John Yuyi dans le monde virtuel. Taipei Dangdai écrit "les messages véhiculés sur les feuilles tombées deviennent alors un aphorisme dans le destin de quelqu'un d'autre dans une autre relation". I Tree To Call You a été présenté pour la première fois lors a la Gallery Vacancy Shanghai en 2018, et a ensuite été exposée à Taipei Dangdai en 2019. 

## Expositions

### Expositions personnelles
- The Next Gen: John Yuyi, New York, The Art Vacancy, 2018[7]
- My (Temporary) Self, Los Angeles, Make Room, 2018[8]
- John Yuyi, Shanghai, Gallery Vacancy, 2018[9]

### Expositions collectives sélectionnées
- Why Didn’t You Like My Pic?, Taipei, OFFTOPIC, 2016[10]
- Undergarments, Sydney, 2017[11]
- Taipei Dangdai, Taipei , 2019[12]

## Prix
Forbes 30 Under 30 - Asie - The Arts 2018